# Michal Sklenář
Michal Sklenář (* 16. Juni 1988) ist ein ehemaliger tschechischer Grasskiläufer. Er gehörte dem B-Kader der tschechischen Grasskimannschaft an, nahm an der Weltmeisterschaft 2007 sowie vier Juniorenweltmeisterschaften und in den Jahren 2007 und 2008 an vier Weltcuprennen teil.

## Karriere
Sklenář nahm ab Juni 2004 an FIS-Rennen teil. Im ersten Jahr war sein bestes Resultat der 21. Platz im Riesenslalom von Maria Gugging. In der Saison 2005 war ebenfalls ein 21. Rang, diesmal im Slalom von Branná, sein bestes Ergebnis in FIS-Rennen. Im Juli 2005 nahm der Tscheche erstmals an einer Juniorenweltmeisterschaft teil. Als bestes Resultat erreichte er dabei Rang 19 in der Kombination. Im nächsten Jahr war bei der Junioren-WM 2006 der 15. Platz in der Kombination sein bestes Ergebnis. In FIS-Rennen kam er in der Saison 2006 fünfmal unter die besten 30. 
Bei der Juniorenweltmeisterschaft 2007 in Welschnofen fuhr Michal Sklenář in allen Wettbewerben unter die besten 15: In der Super-Kombination wurde er Neunter, im Slalom Elfter und im Riesenslalom sowie im Super-G jeweils 14. Eine Woche später startete er im Riesenslalom von Čenkovice erstmals in einem Weltcuprennen. Mit Rang 34 im ersten Durchgang konnte er sich aber nicht für den Finallauf qualifizieren. Kurz darauf erreichte er am selben Ort im FIS-Slalom den zwölften Platz. Im September nahm der Tscheche an der Weltmeisterschaft 2007 in Olešnice v Orlických horách teil. Dabei gelangen ihm aber nur Platzierungen im hinteren Feld.
Im Juni 2008 kam Sklenář mit Platz sieben im Slalom von Urnäsch zum ersten Mal in einem FIS-Rennen unter die besten zehn. Eine Woche später holte er in der Weltcup-Super-Kombination von Rettenbach mit Platz 16 seine ersten Weltcuppunkte. Im Juli erreichte er bei den Weltcuprennen in Čenkovice den 19. Platz im Riesenslalom und Rang 14 im Slalom, womit er im Gesamtweltcup in der Saison 2008 punktegleich mit dem Iraner Hossein Kalhor (1982) auf Platz 32 kam. Bei der Juniorenweltmeisterschaft 2008 fuhr der Tscheche in allen Bewerben unter die schnellsten 20. Sein bestes Resultat war der elfte Platz im Slalom. Seine letzten Grasskirennen bestritt er im September 2008.

## Erfolge

### Weltmeisterschaften
- Olešnice v Orlických horách 2007: 38. Riesenslalom, 48. Super-Kombination, 54. Super-G

### Juniorenweltmeisterschaften
- Nové Město na Moravě 2005: 19. Kombination, 22. Slalom, 24. Riesenslalom, 32. Super-G
- Horní Lhota u Ostravy 2006: 15. Kombination, 17. Slalom, 20. Riesenslalom, 25. Super-G
- Welschnofen 2007: 9. Super-Kombination, 11. Slalom, 14. Riesenslalom, 14. Super-G
- Rieden 2008: 11. Slalom, 12. Super-Kombination, 15. Riesenslalom, 19. Super-G

### Weltcup
- Drei Platzierungen unter den besten 20